# Lupus (Missouri)
Lupus – miasto w Stanach Zjednoczonych, w stanie Missouri, w hrabstwie Moniteau.